# He-Man and the Masters of the Universe (serie animata 2021)
He-Man and the Masters of the Universe è una serie televisiva statunitense a cartoni animati in computer grafica basata sul media franchise dei Masters of the Universe, presentata per la prima volta il 16 settembre 2021 e mandata in onda in tutto il mondo da Netflix. La serie è il secondo reboot della serie originale del 1983 dopo l'omonima serie del 2002.

## Trama
Un amnesico principe Adam è stato separato da suo padre, re Randor, durante il tradimento del suo malvagio zio Keldor. Dopo aver fatto parte di una tribù della tigre con la sua migliore amica Krass'tine, il giovane principe Adam in seguito trova una Spada del Potere che lo trasforma in He-Man. Presto scoprirà che il potere di Grayskull può essere condiviso con i suoi amici: Cringer (che si trasforma in Battle-Cat), Krass'tine (Ram-Ma'am) e i loro nuovi alleati Teela (Sorceress) e Duncan (Man-At-Arms) e insieme cercheranno di combattere le forze malvagie di Keldor, e della sua nuova identità Skeletor, e i suoi servi Evil-Lyn (la strega delle tenebre e della magia nera), Beast Man (l'uomo-bestia) e Trap Jaw (il mostro realizza-trappole).

## Personaggi e doppiatori
| Personaggio                    | Doppiatore originale | Doppiatore italiano  |
| ------------------------------ | -------------------- | -------------------- |
| Principe Adam / He-Man         | Yuri Lowenthal       | Alex Polidori        |
| Principe Adam da giovane       | Max Stubington       |                      |
| Cringer / Battle-Cat           | David Kaye           | Gianluca Iacono      |
| Teela / Sorceress              | Kimberly Brooks      | Giulia Franceschetti |
| Teela Na / Sorceress / Eldress | Kimberly Brooks      | Giò Giò Rapattoni    |
| Krass'tine / Ram-Ma'am         | Judy Alice Lee       | Ludovica Bebi        |
| Duncan / Man-At-Arms           | Antony Del Rio       | Luca Mannocci        |
| Re Randor                      | Fred Tatasciore      | Saverio Indrio       |
| Ork-0                          | Tom Kenny            | Fabrizio Mazzotta    |
| Man-E-Faces                    | Stephen Fry          |                      |
| Re Stratos                     | Zeno Robinson        |                      |
| Keldor / Skeletor              | Benjamin Diskin      | Maurizio Merluzzo    |
| Evelyn / Evil-Lyn              | Grey Griffin         | Stella Musy          |
| R'Qazz / Beast Man             | Trevor Devall        | Fabrizio Pucci       |
| Kronis / Trap Jaw              | Roger Craig Smith    | Dario Oppido         |
| Tri-Klops                      | Kevin Smith          |                      |
| Hordak                         | Kevin Conroy         |                      |
| Webstor                        | Dee Bradley Baker    |                      |
| Re Grayskull                   | Alan Oppenheimer     |                      |
| Mer-Man                        | George Takei         |                      |
| Orko il grande                 | Wallace Shawn        |                      |
| Mo'squita-ra                   | Grey DeLisle         |                      |

## Episodi

### Stagione 1
| nº | Titolo originale           | Titolo italiano               | Pubblicazione     |
| -- | -------------------------- | ----------------------------- | ----------------- |
| 1  | The Sword of Grayskull     | La spada di Grayskull         | 16 settembre 2021 |
| 2  | The Power of Grayskull     | Il potere di Grayskull        | 16 settembre 2021 |
| 3  | The Heirs of Grayskull     | Gli eredi di Grayskull        | 16 settembre 2021 |
| 4  | The Champions of Grayskull | I campioni di Grayskull       | 16 settembre 2021 |
| 5  | We Have the Power          | A noi il potere               | 16 settembre 2021 |
| 6  | Orko the Great             | Orko il grande                | 16 settembre 2021 |
| 7  | He-Man, the Hunted         | A caccia di He-Man            | 16 settembre 2021 |
| 8  | The Calm Before the Storm  | La calma prima della tempesta | 16 settembre 2021 |
| 9  | Cry Havoc: Part 1          | Il caos (prima parte)         | 16 settembre 2021 |
| 10 | Cry Havoc: Part 2          | Il caos (seconda parte)       | 16 settembre 2021 |

### Stagione 2
| nº | Titolo originale        | Titolo italiano              | Pubblicazione |
| -- | ----------------------- | ---------------------------- | ------------- |
| 11 | The World Above         | Il mondo lassù               | 3 marzo 2022  |
| 12 | The World Below         | Il mondo sotterraneo         | 3 marzo 2022  |
| 13 | Eternia 2000            | Eternia 2000                 | 3 marzo 2022  |
| 14 | A Very Hungry Dragonfly | Una libellula molto affamata | 3 marzo 2022  |
| 15 | Meanwhile...            | Nel frattempo...             | 3 marzo 2022  |
| 16 | Divided We Stand        | Uniti, ma divisi             | 3 marzo 2022  |
| 17 | The Battle of Avion     | La battaglia di Avion        | 3 marzo 2022  |
| 18 | The Fifth Nemesis       | La quinta nemesi             | 3 marzo 2022  |

### Stagione 3
| nº | Titolo originale                 | Titolo italiano                       | Pubblicazione  |
| -- | -------------------------------- | ------------------------------------- | -------------- |
| 19 | The Haunting of Castle Grayskull | Il fantasma del castello di Grayskull | 18 agosto 2022 |
| 20 | Frozen Solid                     | Una terra congelata                   | 18 agosto 2022 |
| 21 | Wrath of the Mer-Man             | L'ira di Mer-Man                      | 18 agosto 2022 |
| 22 | The Tomb of Grayskull            | La tomba di Grayskull                 | 18 agosto 2022 |
| 23 | A Leap of Faith                  | Un salto nel buio                     | 18 agosto 2022 |
| 24 | In-Can't-Ation                   | Gli incantesimi di Orko               | 18 agosto 2022 |
| 25 | The Beginning of the End: Part 1 | L'inizio della fine                   | 18 agosto 2022 |
| 26 | The Beginning of the End: Part 2 | La fine dell'inizio                   | 18 agosto 2022 |